# Товариство плекання рідної мови
Товариство плекання рідної мови — засноване 1954 у Вінніпезі. 
Видає річник «Слово на сторожі», присвячений культурі української мови. Голова товариства і редактор річника Я. Рудницький.